# BT Group
BT Group plc eller BT (fork. for. British Telecom)  er en britisk telekommunikationsvirksomhed.
British Telecom har sit udpsring i nationaliseringen af telegrafvæsenet i Storbritannien i 1870. Siden 1882 har British Telecom leveret telefonitjenester, dog lanceredes navnet British Telecom først i 1980. British Telecom blev navnet for det hidtidige Post Office Telecommunications 1. oktober 1981, og i 1982 fik virksomheden sin første konkurrent, da Mercury fik licens til at drive televirksomhed. 
Selskabet blev privatiseret i tre etaper i 1980'erne og 1990'erne, begyndende i 1984 ved en opsplitning af det daværende General Post Office i postdivisionen Royal Mail og British Telecom. Den britiske stat noterede i 1984 virksomheden på London Stock Exchange og solgte med et slag 50,2 procent af aktierne i virksomheden. Senere er virksomhede også noteret på New York Stock Exchange. Navnet blev ændret til BT i april 1991. I 1993 solgte staten de sidste af sine aktier. 
I 1990'erne gik BT ind på det irske marked via joint-venture-virksomheden Ocean, der ejedes sammen med den statsejede elforsyningskoncern Electricity Supply Board. BT overtog virksomheden helt i 1999, og opererer i dag i 170 lande verden over. To tredjedele af omsætningen tilvejebringes dog stadig i Storbritannien, hvor virksomheden er absolut markedsledende. Mobildivisionen BT Cellnet blev udskilt som O2 i 2001 og ejes i dag af spanske Telefonica.